# Rendang

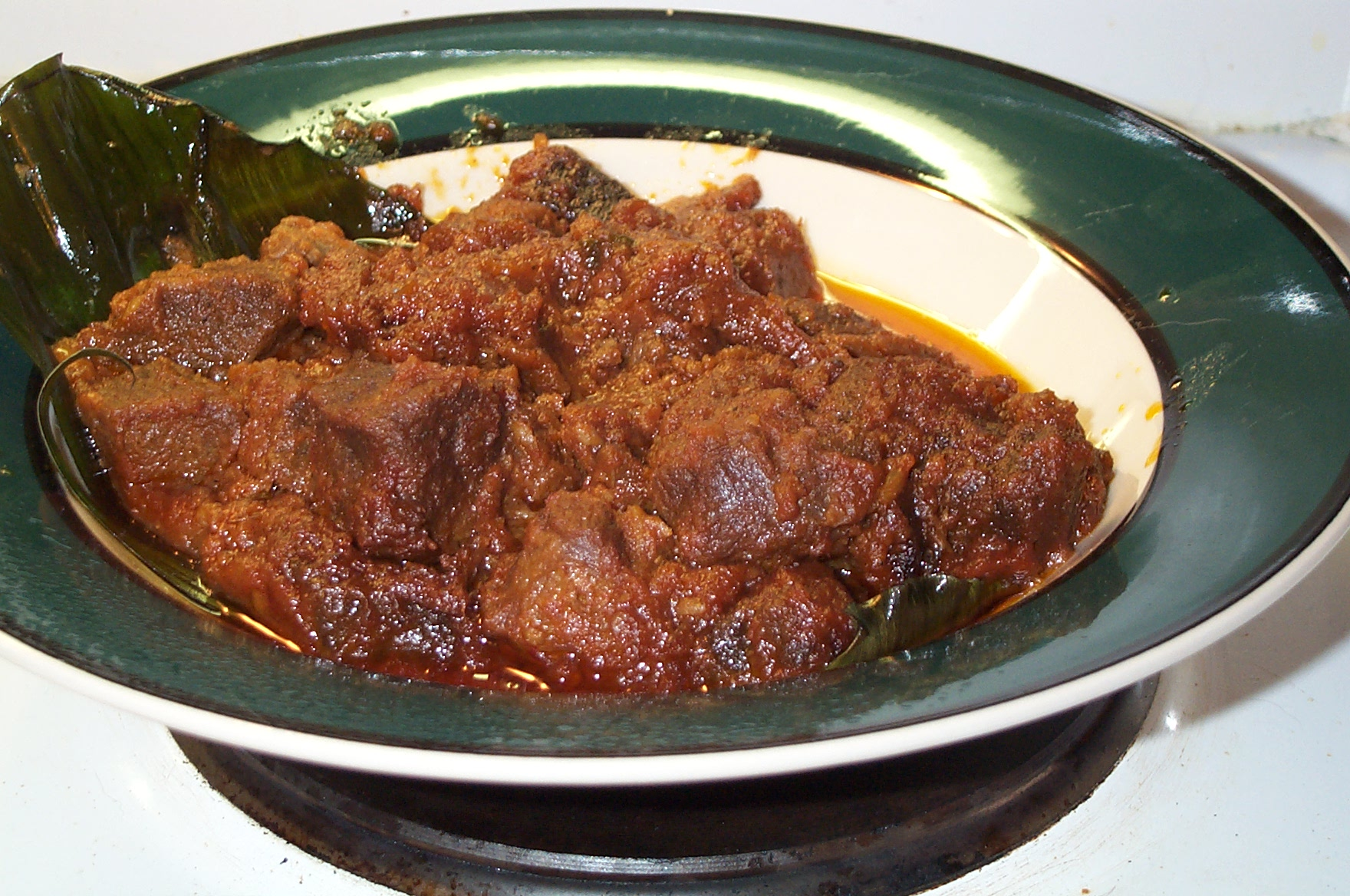
Rendang aus Lammfleisch

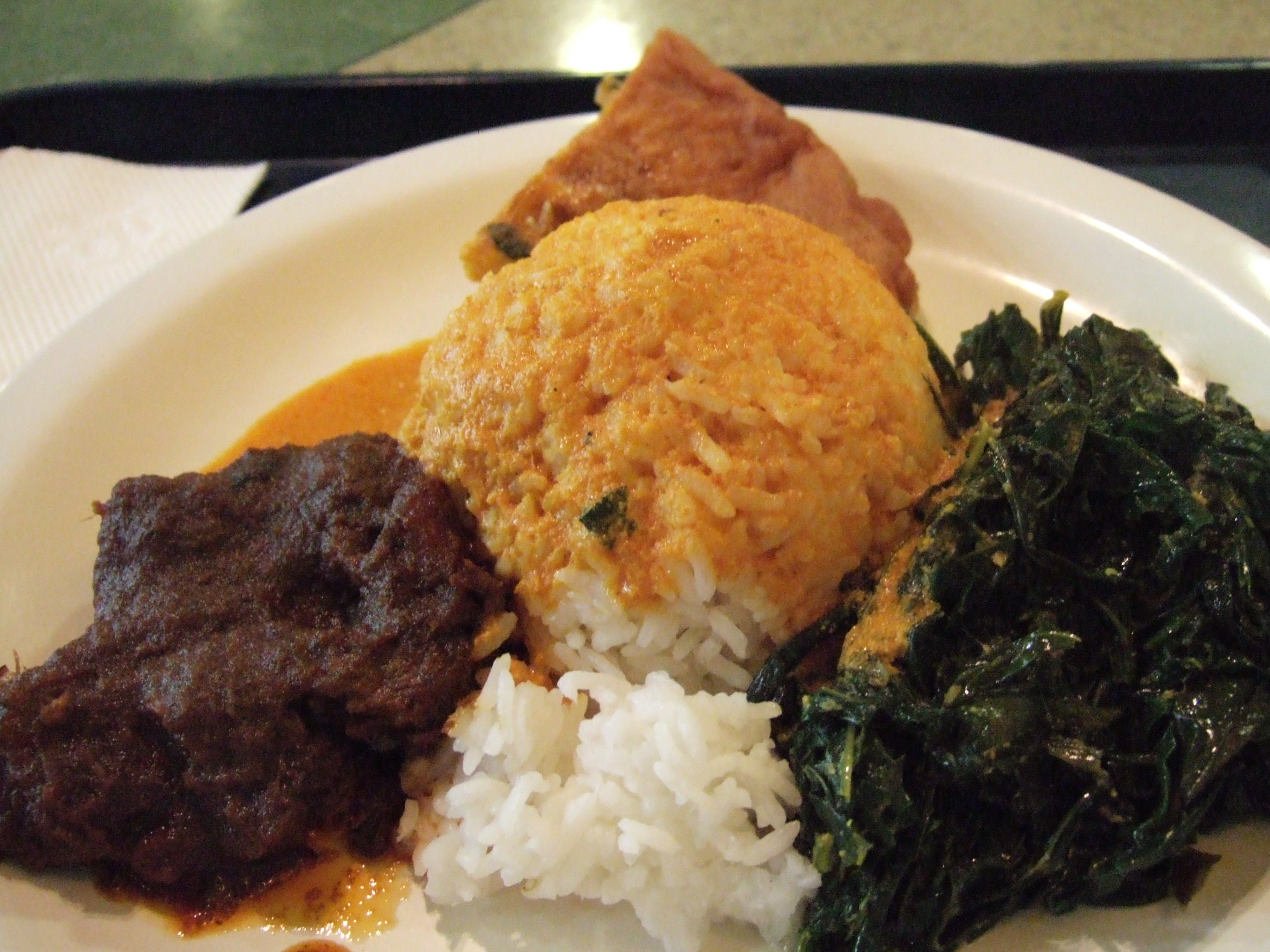
Rendang als vollständige Gerichtsvariante

Rendang ist ein dem Curry ähnliches Gericht der indonesischen Küche. Seinen Ursprung hat es als Festmahl der Minangkabau, der größten ethnischen Gruppe auf Sumatra. Es ist ein scharfes Gericht aus überwiegend Rindfleisch (Rendang daging sapi) oder anderen Fleischsorten wie Lamm, Huhn oder Ente.
Rendang ist ein Bestandteil der Padang-Küche (Masakan Padang). Diese greift auf eine Vielzahl von in einzelnen Schalen servierten Mahlzeitteilen zurück. Rendang ist aber auch als einzelnes Gericht, serviert mit Reis, ein beliebtes (Fest-)Essen, beispielsweise anlässlich des Festes des Fastenbrechens.
Zum Fleisch kommen Obst- und Gemüsesorten wie Jackfrucht oder Maniok. Der Kochprozess kann mehrere Stunden dauern. Mit Kokosnussmilch, Zwiebeln, Knoblauch sowie vielen Gewürzen wie Ingwer, Kurkuma, Koriander, Kreuzkümmel, Chili, Galgantwurzel, Zitronenblättern, Zitronengras und Indonesisches Lorbeerblatt – gegebenenfalls noch Tamarinde – wird ein soßenreduziertes, aromatisches Gericht gefertigt.
Über die Landesgrenzen Indonesiens hinaus findet Rendang auch in Malaysia, Singapur und andernorts Einzug in die Küchen. In Malaysia hat sich eine eigene Art des Rendang etabliert, das sich Gewürzen wie Zimt und Nelken bedient. Beliebt ist das Gericht auch in der ehemaligen indonesischen Kolonialmacht Niederlande.
Rendang wird zwar oft mit den indischen Currys verglichen, hat mit diesen aber nicht viel gemein, da die Gerichtsbestandteile, deren Konsistenz und die Würzung erheblich voneinander abweichen. Das Gericht wurde 2011 bei einer Online-Befragung von CNN International zum schmackhaftesten Gericht der Welt gewählt.